# Emanuel Kubíček
P. Emanuel Kubíček (24. prosince 1873 Biskupice – 31. května 1933 Praha) byl katolický kněz, jezuita, pedagog, církevní historik.

## Biografie
Narodil se 24. prosince 1873 v městečku Biskupice, dnes Biskupice-Pulkov v mlynářské rodině. Po maturitě na brněnském gymnáziu vstoupil do semináře a v letech 1891–1895 v Brně studoval bohosloví, roku 1896 tu byl vysvěcen na kněze. V roce 1900 vstoupil do řádu jezuitů a absolvoval další studia v Bratislavě, Innsbrucku a Praze. Roku 1913 získal v Linci aprobaci středoškolského profesora.

## Působení
- 1913 – 1922 gymnazijní profesor v Praze
- 1922 – 1933 ředitel Papežského ústavu na Velehradě, rektor jezuitské koleje

### Odborné články
- „Správa klášterního velkostatku Zlaté Koruny do válek husitských (1913–14)
- „Jezuité a český národ (ve Spáčilově knize „Jezuité“ z r. 1923)
- „Národní vědomí českých jezuitů až po dobu Balbínovu“ (1929–30)